# Sanctuaire Notre-Dame-de-Walsingham de Houghton Saint Giles
Pour les articles homonymes, voir Sanctuaire Notre-Dame-de-Walsingham.
Ne doit pas être confondu avec Sanctuaire anglican Notre-Dame-de-Walsingham de Walsingham.
Le sanctuaire Notre-Dame-de-Walsingham de Houghton Saint Giles est un sanctuaire de l’Église catholique, dédié à Notre-Dame de Walsingham, situé à Houghton Saint Giles (en), dans le North Norfolk en Angleterre. Ce sanctuaire a été établi en 1934 autour de la chapelle Slipper, construite en 1340. Cette chapelle était la dernière étape sur la route des pèlerins vers Walsingham.
Le culte de la Vierge de Walsingham a connu plusieurs marques de reconnaissances de l'Église catholique comme le couronnement canonique de la statue accordé par le pape Pie XII en 1954, ou l'élévation au rang de basilique mineure de la chapelle Slipper (et de tout le sanctuaire) en 2015 par le pape François.
Le sanctuaire, depuis sa création a connu plusieurs extensions comme la construction de la chapelle de la réconciliation en 1980. Il reste cependant de taille modeste et pose des problèmes d'accès routier (le seul réseau existant) aux pèlerins.
Chaque année, des dizaines de milliers de pèlerins chrétiens (catholiques mais aussi anglicans), se rendent dans ce sanctuaire pour y prier Notre-Dame de Walsingham.

## Historique

### Notre-Dame de Walsingham
Notre-Dame de Walsingham est un titre de la Bienheureuse Vierge Marie vénérée tant par les catholiques, les chrétiens orthodoxes de rite occidental que par certains anglicans. Cette vénération est liée aux apparitions mariales rapportées par Richeldis de Faverches (en), une noble et pieuse dame anglaise, en 1061 dans le village de Walsingham, dans le comté de Norfolk (Angleterre). Lady Richeldis aurait fait construire un bâtiment nommé « La Sainte Maison » ((en) The Holy House) à Walsingham, lieu qui est devenu plus tard un sanctuaire et un lieu de pèlerinage,.
Un siècle plus tard, cette Sainte Maison, est transmise à des chanoines réguliers de saint Augustin qui l'intègrent dans le prieuré de Walsingham. Ce prieuré et lieu de pèlerinage connaît un développement florissant avec de nombreuses visites royales. C'est dans le cadre de ce pèlerinage qu'est construite la chapelle Slipper, dernière étape du pèlerinage vers le sanctuaire marial. Au XVIe siècle, lors de la Réforme anglaise initiée par Henri VIII, le sanctuaire est détruit et la chapelle Slipper retirée du culte,.
Au tournant du XXe siècle, le culte de Notre-Dame de Walsingham renait, et la chapelle Slipper est restaurée. Un sanctuaire marial est reconstruit, et le culte à la Vierge de Walsingham fédère plusieurs Églises chrétiennes (catholiques, anglicans et mêmes orthodoxes), créant un mouvement œcuménique autour de cette dévotion. Cette dévotion se développe également à l'extérieur du pays,,.

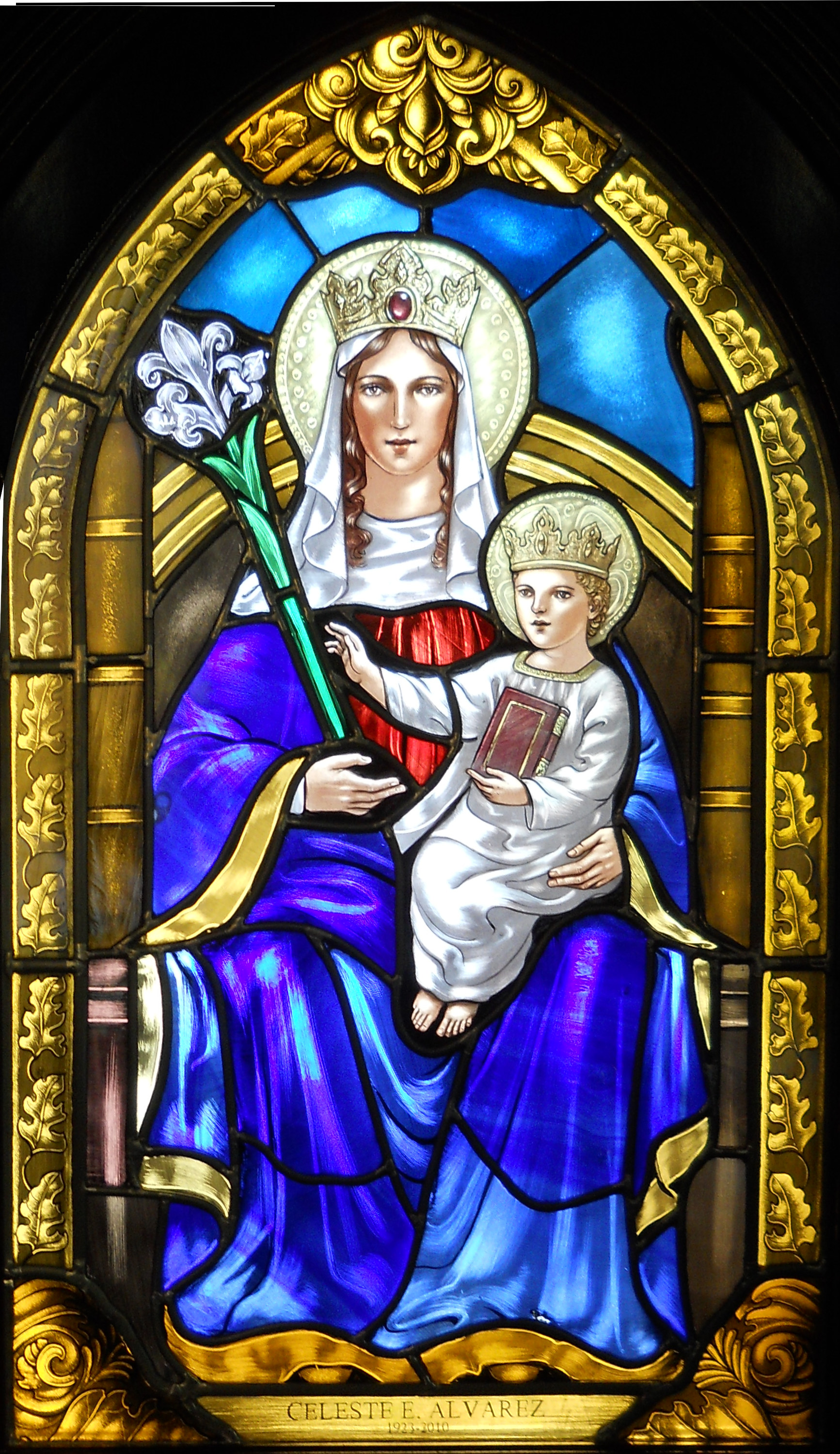
Vitrail de ND de Walsingham, Jensen Beach (Floride).
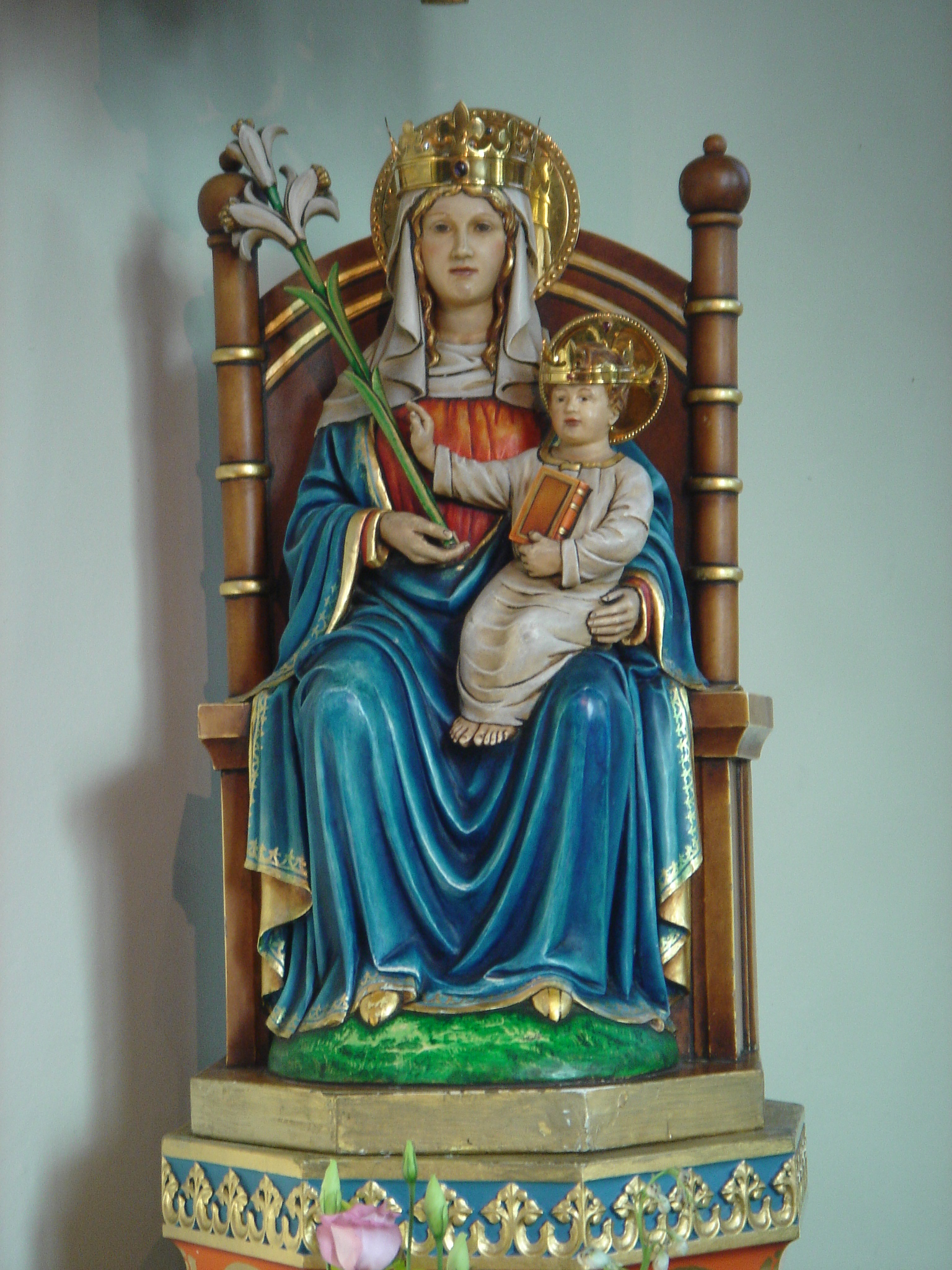
Statue dans la chapelle Slipper (Grande-Bretagne).
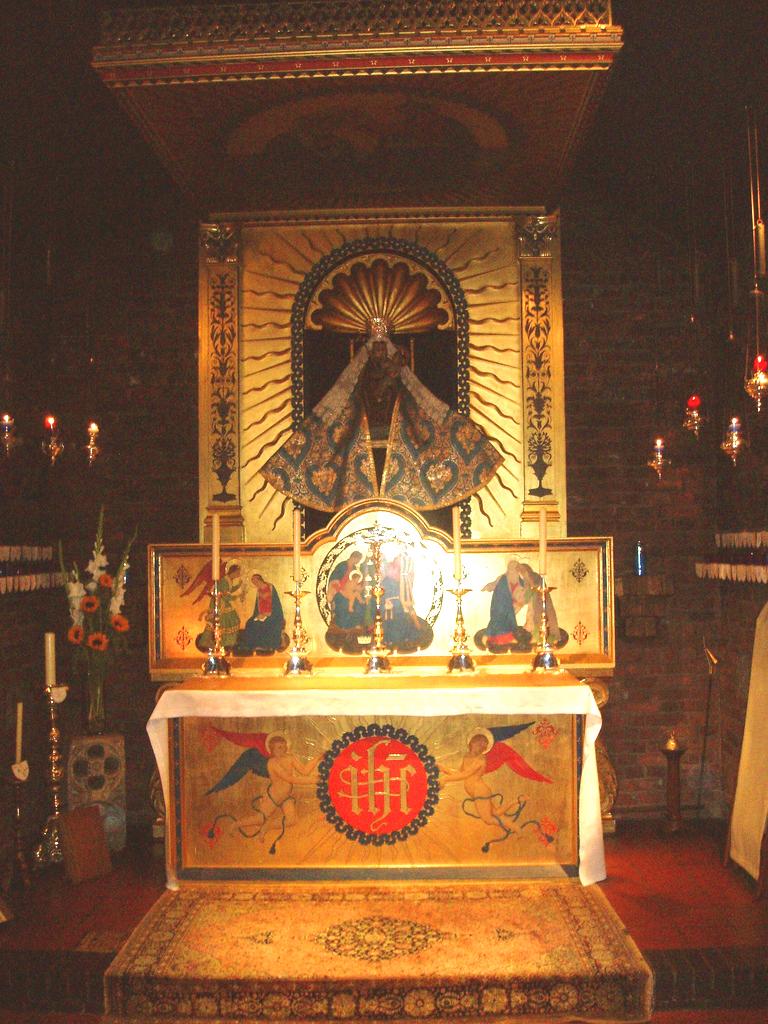
Statue de la Vierge dans le sanctuaire anglican.

### Le sanctuaire

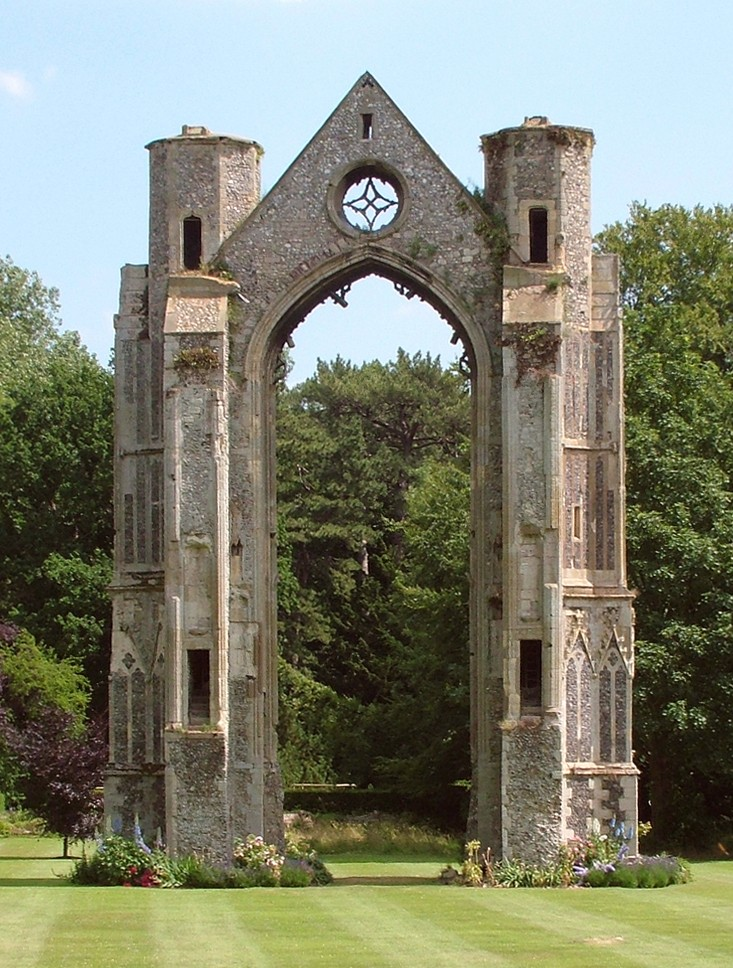
Ruines de l'ancien prieuré.

#### Reconstruction àKing's Lynn
Après la destruction du sanctuaire catholique de Walsingham au XVIe siècle, un premier petit sanctuaire catholique va être reconstruit à la fin du XIXe siècle, dans la ville de King's Lynn. Cette ville avait vu la construction d'une première petite chapelle catholique lors de l'autorisation du culte catholique, au début du siècle. Vers 1890, le prince de Galles encourage le curé de la paroisse à faire agrandir cette église paroissiale et fait même un don à cette fin. Le curé, George Wrigglesworth, après la construction de l'église dans les années 1890, fait ajouter sur le côté de l'église une longue chapelle basse à toit en tonneau, qu'il consacre comme « sanctuaire Notre-Dame-de-Walsingham ». Une statue de la Vierge à l'Enfant est commandée à un artisan d'Oberammagau. Lors de son arrivée (en train), la statue est portée en procession de la gare jusqu'à l'église au milieu d'une foule en liesse. Cette procession s'est ensuite perpétuée d'année en année. Le pèlerinage devenant plus populaire, les pèlerins ont commencé à cheminer de la ville de King's Lynn jusqu'à  Houghton (en), portant la statue à pied sur les 35 kilomètres, puis ramenant la statue en train.
En 1921, Alfred Hope Patten est nommé vicaire anglican de Walsingham. Étant un anglo-catholique fervent, Hope Patten installe une (autre) statue de Notre-Dame de Walsingham dans l'église paroissiale (anglicane) Sainte-Marie de Walsingham. Dans les années suivantes, les visites de la statue (dans son église) gagnent en popularité, jusqu'à ce que des milliers d'Anglo-catholiques viennent chaque année prier dans l'église et se rassembler autour de cette statue. Mais l'évêque anglican de Norwich demande au pasteur de retirer la statue de son église paroissiale. Celui-ci construit alors une nouvelle réplique de « la Sainte Maison » à proximité des ruines du prieuré et il y installe la statue. Ce premier sanctuaire de la Vierge de Walsingham est reconstruit à une centaine de mètres de son lieu d'origine, mais sous l'autorité de l'Église anglicane.

#### XXesiècle
Le 15 août 1934, pour la fête de l'Assomption, Laurence Youens (en), évêque de Northampton (en), célèbre la première messe publique dans la chapelle Slipper depuis quatre cents ans. Le 17 du mois, le cardinal Francis Bourne dirige un pèlerinage national des évêques catholiques d'Angleterre et pays de Galles en présence de plus de 10 000 fidèles de King's Lynn jusqu'à la chapelle Slipper. Ce pèlerinage marque le « transfert du sanctuaire de Notre-Dame de Walsingham » sur ce lieu qui devient le « sanctuaire national catholique de Notre-Dame ». Ce pèlerinage se conclut par l'installation d'une nouvelle statue de la Vierge dans la chapelle Slipper,.
En 1938, la chapelle du Saint-Esprit est construite à côté de la chapelle Slipper, agrandissant ainsi le sanctuaire naissant.
Durant la Seconde Guerre mondiale, la zone géographique du sanctuaire connaît une forte présence de militaires américains. À la fin de la guerre, les militaires font défiler la statue de la Vierge dans l'enceinte même du prieuré historique de Walsingham (en ruine). Une messe y est célébrée « comme une action de grâces pour la paix ».
Un grand pèlerinage national pour la paix se déroule en 1948. Des groupes d'étudiants venant de différents lieux  d'Angleterre et du pays de Galles portent 15 croix jusqu'au sanctuaire. Ces croix se dressent maintenant dans le jardin du sanctuaire, formant le chemin de croix. Depuis cette date, chaque année pendant la Semaine Sainte, se renouvelle ce pèlerinage de « la Croix étudiante ».
Le 15 août 1954, le pape Pie XII délègue son nonce apostolique, Gerald O'Hara, pour effectuer le couronnement canonique de la statue de la Vierge Marie présente dans le sanctuaire. La couronne d'or a été financée par les dons des fidèles.
Quelques instants après la cérémonie du couronnement, deux colombes blanches se sont posées sur les genoux de la statue de la Vierge, tout juste couronnée. Cet événement imprévu a été considéré comme « miraculeux » par les fidèles. La cérémonie était accompagnée de pilotes britanniques et américains qui ont parrainé la sécurité de l'événement. De nombreux fidèles ont effectué pour l'occasion, la marche « pieds nus » sur le « Saint Mille », jusqu'au sanctuaire.
Pour répondre à l'afflux des pèlerins, en 1980 une nouvelle chapelle (d'une capacité de 700 places) a été construite. Dans les années suivantes, un réseau de bâtiments a été mis en place autour des jardins du sanctuaire pour accueillir des bureaux, une boutique, un café et des toilettes.

#### XXIesiècle
En 2015, le sanctuaire national de Walsingham lance un appel de fonds pour financer la construction de nouveaux bâtiments et étendre ses moyens de communication. Le budget recherché était de 10 millions de livres à raison de 6 millions pour la modernisation des bâtiments et des logements des pèlerins (nouveau cloître, réfectoire, centre de congrès et de retraite, nouveaux logements adaptés pour les handicapés) et 4 millions pour développer la pastorale du sanctuaire (diffusion en direct de la messe quotidienne et d'autres événements par une chaîne « Walsingham TV »). Mais en 2020, à la suite de la pandémie de Covid-19 et de la chute des pèlerinages, les projets de développements ont été suspendus.

## Description

### Le sanctuaire
Le sanctuaire est construit autour de la chapelle Slipper, qui en est « le cœur » du sanctuaire.
Dans une surface modeste de forme rectangulaire, le sanctuaire rassemble différents édifices. Au centre, un espace vert aménagé pour des célébrations religieuses en plein air. Tout autour se dressent les bâtiments du sanctuaire.
- La chapelle Slipper, au Nord : les pèlerins s'y rendent pour prier devant la statue de Notre-Dame de Walsingham.
- La chapelle du Saint-Esprit, située à côté de la précédente : cette chapelle, plus petite, offre un accès à la chapelle Slipper, via le couloir construit en 1938 entre ces deux édifices. Ce couloir mène à une porte dans le coin nord-ouest de la chapelle Slipper[5].
- Le presbytère (associé à la chapelle Slipper) classé Grade II a été construit en 1904, probablement par Thomas Garner (en)[11].
- Un bâtiment plus grand, regroupe des bureaux, sanitaires, espace de vie et magasins pour les pèlerins[12]
- Une aire de pique-nique borde le flanc Sud-Est du sanctuaire.
- Un espace consacré au chemin de croix contribue à fermer l'espace vert central[12].
- Enfin, la grande chapelle de la Réconciliation ferme l'espace du sanctuaire et le sépare du parking réservé aux visiteurs[12],[N 4].

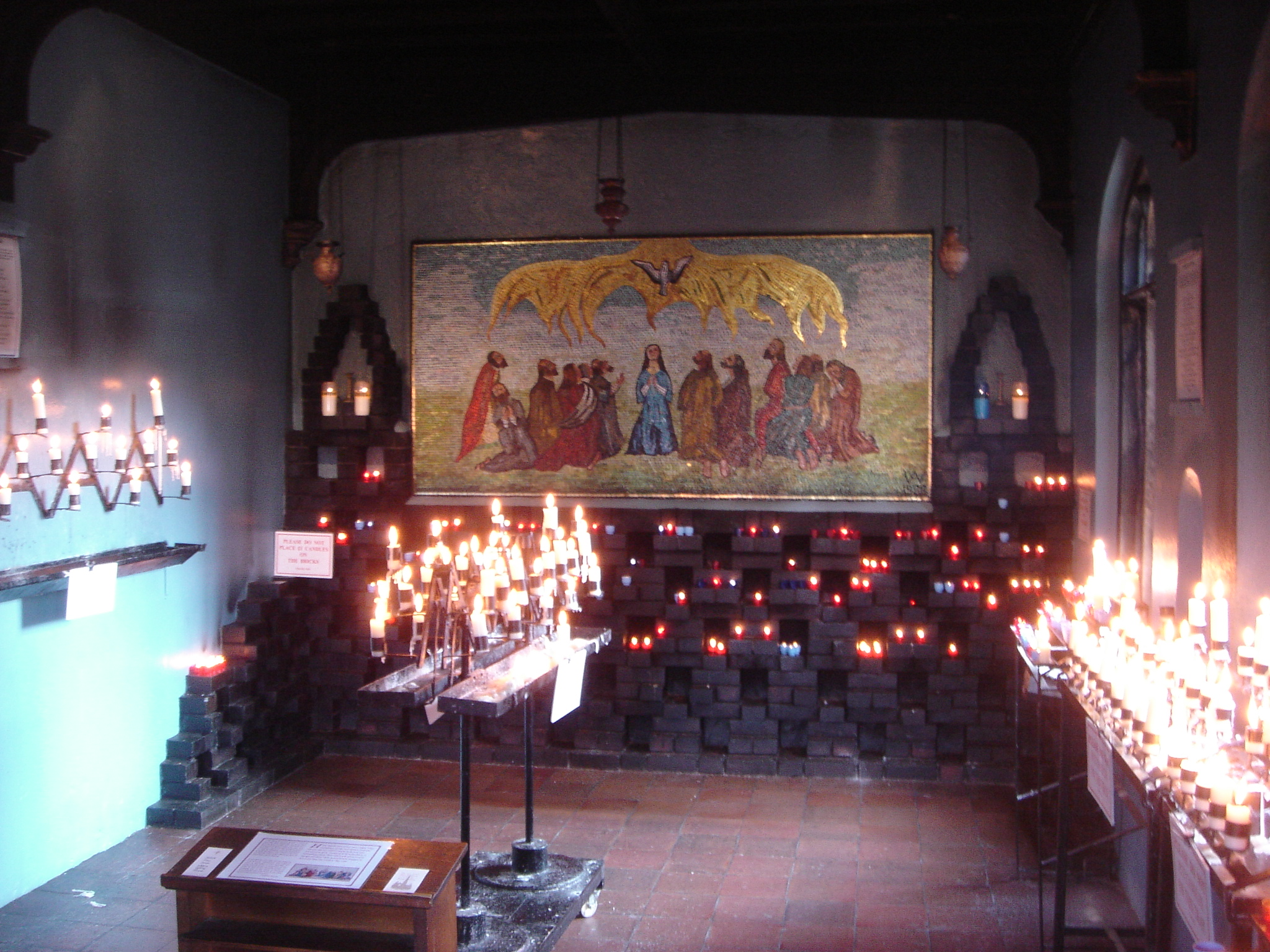
Chapelle du Saint-Esprit.
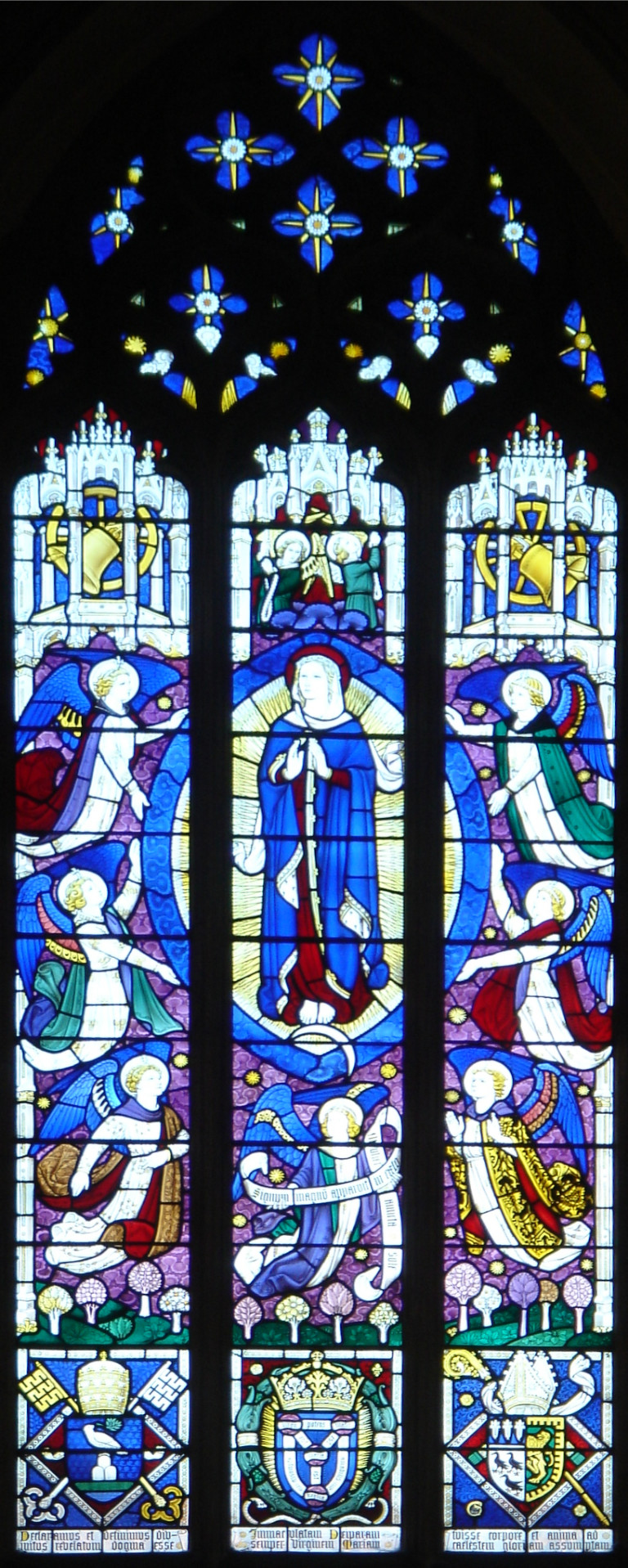
Vitrail représentant l'Assomption de la Vierge, dans la chapelle Slipper.

### La chapelle Slipper

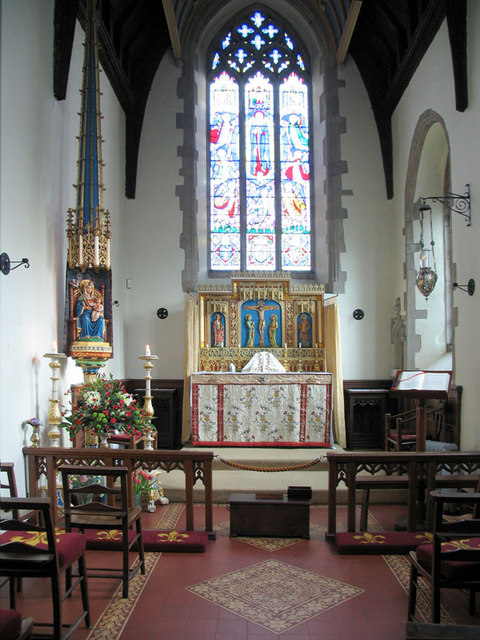
Le chœur de la chapelle.

Un couloir relie la chapelle avec la chapelle du Saint-Esprit. Ce couloir qui mène à une porte dans le coin nord-ouest de la chapelle Slipper est le point normal d'entrée dans l'édifice.
Le retable présent dans l'église a été réalisé par James et Lilian Dagless.
Le vitrail représentant l'Assomption (juste au-dessus du retable) est l’œuvre de Geoffrey Webb. Le vitrail de la fenêtre ouest, représentant l'Annonciation est l'œuvre d'Alfred Fisher. Ce vitrail a été installé en 1997 pour fêter le centenaire du premier pèlerinage post-Réforme à Walsingham.
La statue en pierre de la Vierge Marie présente dans la chapelle a été sculptée par Marcel Barbeau. Cette statue a été emmenée à Wembley pour être bénie par le pape Jean-Paul II lors de sa visite en Angleterre le 29 mai 1982.

### La chapelle de la Réconciliation
Cette chapelle (dont le nom complet est « Notre-Dame de la Réconciliation ») est construite dans le style typique des granges du Norfolk. L'intention des auteurs était « de se fondre dans la simplicité des fermes locales autour du sanctuaire ».
La construction avait pour objectif de remplacer un autel (et lieu de culte) à ciel ouvert. Sa construction a débuté en septembre 1980. La chapelle a été bénie par le cardinal Hume en 1981 lors du pèlerinage national. Elle a été consacrée par Alan Clark (en), évêque d'Est Anglie, le 22 mai 1982.
L'autel est fait de granit poli d'Aberdeen. C'est un cadeau de l'Union des mères catholiques. Il contient les reliques de saint Laurent de Rome (martyr en 258), de saint Thomas Becket (martyr en 1170) et de saint Thomas More (martyr en 1535).
L'icône de « La Mère de Dieu de Walsingham » est l’œuvre de l'archimandrite David, de la communauté orthodoxe russe de St Seraphim à Walsingham. Cette icône a été réalisée en 1984, dans le cadre des célébrations du jubilé d'or.
La chapelle de la réconciliation est équipée d'un orgue fabriqué par le facteur d'orgue belge Schumacher. Restauré une première fois dans les années 1990, une nouvelle restauration est prévue (2021), un appel aux dons des fidèles a été lancé.
Les jours de grande célébration où l'affluence des pèlerins dépasse les capacités de la chapelle (700 places), les boiseries situées à l'arrière de l'édifice peuvent être ouvertes sur le parc du sanctuaire. L'autel devient le point central des pèlerins rassemblés dans l'enceinte du sanctuaire (en extérieur). Le célébrant peut alors célébrer l'eucharistie face à la foule rassemblée dans le parc.

### Le pèlerinage
De nos jours, de nombreux pèlerins retirent leurs chaussures à la chapelle Slipper et marchent pieds nus sur le dernier kilomètre, appelé le « Holy Mile », jusqu'à Walsingham.
Chaque année, le 8 septembre, lors de la fête de la Nativité de la Vierge, la statue de Notre-Dame de Walsingham est portée sur plusieurs kilomètres dans une procession qui commence à la chapelle Slipper.
Les pèlerinages créent d'énormes problèmes logistiques pour le sanctuaire et pour la police du Norfolk. Les pèlerins sont encouragés à arriver en autocar (car il n'existe plus de voie ferrée menant au village), et la circulation routière est compliquée par un système de sens unique sur les routes autour du village. En 1982, il avait été envisagé la venue du pape Jean-Paul II jusqu'au sanctuaire, mais une telle visite aurait été une lourde charge pour les autorités locales. Au lieu de cela, c'est la statue de Notre-Dame qui a été emmenée au stade de Wembley lorsque le pape y a célébré la messe.

## Notoriété

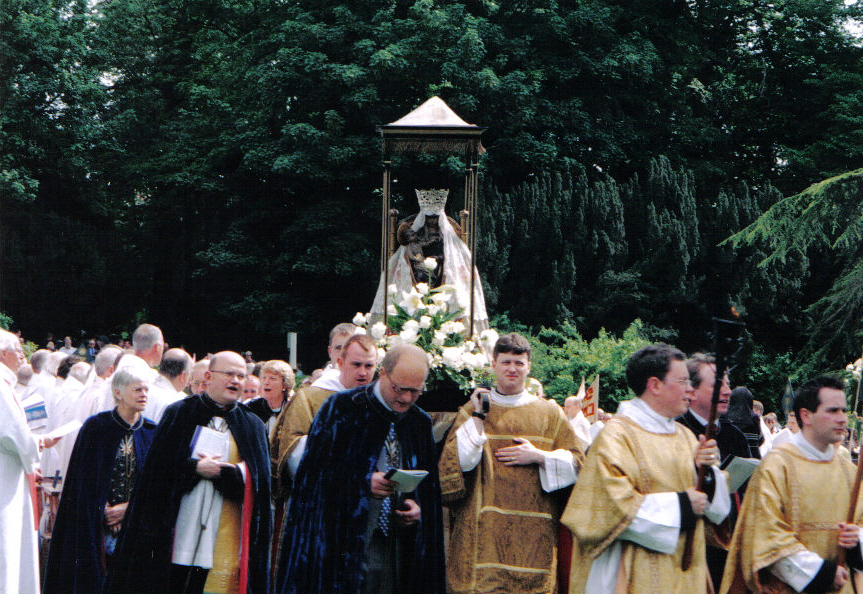
Pèlerinage de la communauté anglicane.

Des pèlerins anglicans se rendent régulièrement en pèlerinage dans le sanctuaire catholique, et inversement des pèlerins catholique se rendent sur le sanctuaire anglican de Walsingham. Ces pèlerinages peuvent prendre des proportions importantes, par exemple :
- En 1980, 10 000 catholiques ont accompagné le cardinal Hume et ses évêques au sanctuaire anglican de Walsingham (en partant en pèlerinage du sanctuaire catholique).
- Cette même année (1980), 15 000 pèlerins anglicans, dirigés par l'archevêque de Cantorbéry, ont visité la chapelle Slipper pour allumer une bougie et faire, à leur tour, une prière pour « l'unité des chrétiens ».

En mai 2021, le pape François a sollicité le sanctuaire de Walsingham pour organiser la prière pour « la fin de l'épidémie de Covid-19 ». Le sanctuaire fait partie des 30 sanctuaires mariaux sélectionnés dans le monde pour organiser cette chaîne de prière à raison d'un par jour durant le mois de mai,.

### Sources
- (en) Cet article est partiellement ou en totalité issu de l’article de Wikipédia en anglais intitulé « Basilica of Our Lady of Walsingham » (voir la liste des auteurs).